# Sczastliwy wmiestie
Sczastliwy wmiestie (ros. Счастливы вместе, pol. „Wspólnie szczęśliwi”) – rosyjski serial komediowy emitowany w latach 2006–2013, stanowiący remake amerykańskiego formatu Świat według Bundych.

## Produkcja
Serial tworzony był w oparciu o oryginalne scenariusze amerykańskiego pierwowzoru, zaadaptowanych do potrzeb rosyjskich realiów i – w razie potrzeby – zmian wprowadzonych w wersji rosyjskiej. W kwietniu 2008 roku producenci ogłosili, że na potrzeby serialu zaadaptowano już wszystkie oryginalne odcinki Świata według Bundych, w związku z czym w Internecie rozpisano konkurs dla fanów, mogących przysyłać swoje pomysły na kolejne odcinki. Emisja serialu została wznowiona 31 grudnia 2009 roku, kiedy to rozpoczęto emisję dodatkowych sześćdziesięciu odcinków napisanych na podstawie pomysłów fanów. Według plansz początkowych, przy scenariuszach niektórych z nich pracowali scenarzyści Świata według Bundych, głównie Richard Gurman i Katherine Green.

## Zmiany względem oryginału
Rodzina Bukinów, w przeciwieństwie do mieszkających w domu jednorodzinnym Bundych, mieszka na najwyższym piętrze niewielkiego bloku, a ich sąsiedzi – Stiepanowie/Polenowie – w mieszkaniu naprzeciwko nich. Układ mieszkania Bukinów przypomina układ parteru domu Bundych, jednak zamiast na ogródek, tylne drzwi wychodzą na balkon. Ponieważ bohaterowie mieszkają na ostatnim piętrze, zamiast do piwnicy mają dostęp do dodatkowych pomieszczeń mieszczących się na strychu. Garaż, który u Bundych stanowił dobudówkę do domu, w wersji rosyjskiej znajduje się na zewnątrz bloku. W mieszkaniu Bukinów panuje bałagan związany z nigdy nieukończonymi naprawami, a w początkowych odcinkach do i z mieszkania Bukinów można było dostać się przez balkon, korzystając z mieszczącego się na zewnątrz rusztowania.
Jedną z największych zmian względem oryginalnego formatu jest obecność Siomy, który – w przeciwieństwie do Siódmego, usuniętego po kilku odcinkach – zostaje z Bukinami do samego końca serialu. Występujące w wersji oryginalnej odniesienia do nieobecności Siódmego w Sczastliwy wmiestie zamieniono na dziwaczne wyjaśnienia usprawiedliwiające nieobecność Siomy. W Świecie według Bundych rodzina kupuje nowego psa, co podyktowane było śmiercią psa odgrywającego Bucka. W wersji rosyjskiej Baron pozostaje z Bukinami do końca, a fabuła odcinka Requiem dla Bucka została zamieniona – Baron zamiast umrzeć, zostaje sprzedany przez Siomę.

## Obsada
| Postać                   | Aktor               | Postać oryginalna      |
| ------------------------ | ------------------- | ---------------------- |
| Giena Bukin              | Wiktor Łoginow      | Al Bundy               |
| Dasza Bukina             | Natalja Boczkariowa | Margaret „Peggy” Bundy |
| Swieta Bukina            | Darja Sagałowa      | Kelly Bundy            |
| Roma Bukin               | Aleksandr Jakin     | Budrick „Bud” Bundy    |
| Baron Bukin              | Bajra               | Buck Bundy             |
| Jelena Stiepanowa-Poleno | Julija Zacharowa    | Marcy D’Arcy-Rhodes    |
| Anatolij Poleno          | Pawieł Sawinkow     | Jefferson D’Arcy       |
| Jewgienij Stiepanow      | Aleksiej Siekirin   | Steve Rhodes           |
| Sioma Bukin              | Ilja Butkowski      | Siódmy Bundy           |